# 台州初级中学
台州初级中学（英语：Taizhou Junior Middle School ），位于浙江省台州临海市，现有临海北固山校区。前身为“台州中学”初中部，1902年创建于古城临海。今位于摆酒营社区北山路，校长为曹宜杲。

## 校训
求真，务实，敬业，乐群

## 校史

### 清朝末年
- 1867年，台州中学前身成立「三台書院」（初名廣文書院）創建。
- 1902年，維新影響日見深廣，值秋，台州太守徐承禮奉詔令改「三台書院」為「三台中學堂」。
- 1907年，改稱「官立台州府中學堂」。

### 中華民國
- 1912年，改名为「浙江省第六中学校」。
- 1934年，改名为「浙江省立台州初级中学」。
- 1937年，增设高中部改名为「浙江省立台州中学」。

### 中華人民共和國
- 1956年，改名为「临海一中」
- 1985年，学校复名为「台州中学」
- 1998年，台州中学初中部脱离高中部独立办学至今

## 知名/傑出校友
- 朱自清，民国时期著名文学家，教育家，曾任台州中学教师。
- 朱洗, 1955年6月当选院士，生物学家，琳山农校创始人，曾任中科院实验生物研究所所长。
- 梁信军，复星集团创始人之一，上海复旦大学校友会执行会长。